# فرخنده گونه‌پولکی
فرخنده گونه‌پولکی (نام علمی: Tangara dowii) یک پرنده گنجشک‌سان با جثه متوسط است. این فرخنده یک زادآور بومی ساکن در ارتفاعات کاستاریکا و غرب پاناما است.
در گذشته با فرخنده پس‌سرسبز همسان در نظر گرفته می‌شد، اکنون مشخص شده‌است که این دو گونه از نظر جغرافیایی و ژنتیکی با هم تفاوت دارند.
فرخنده‌های گونه‌پولکی به صورت جفت، گروه‌های خانوادگی یا به‌عنوان بخشی از گله‌های تغذیه‌کننده گونه‌های مختلط (به ویژه آنهایی که حاوی فرخنده بوته‌ای معمولی هستند) وجود دارند. آن‌ها میوه‌های کوچک را معمولاً به‌طور کامل بلعیده، حشرات و عنکبوت‌ها را نیز می‌خورند.